# Muzeul de Artă Populară „Prof. Dr. Nicolae Minovici”
A nu se confunda cu Muzeul de Artă Veche Apuseană „Ing. Dumitru Minovici”.
Muzeul de Artă Populară „Prof. Dr. Nicolae Minovici”, cunoscut mai degrabă ca „Vila Minovici” sau „Vila cu clopoței” este un muzeu din București, amplasat în strada Dr. Nicolae Minovici nr. 1, în fața Fântânii Miorița, în apropierea cartierului Băneasa. Tot lângă Vila Minovici se găsește și gara Băneasa. Casa a fost construită în 1905, conform planului arhitectului Cristofi Cerchez, iar din 1914 este deschisă vizitării. Din 1936 ea se află în proprietatea municipiului București. 
În cadrul muzeului pot fi admirate mai multe tipuri de piese de artă populară românească de pe întreg teritoriul României: icoane, ceramică, țesături, obiecte din lemn, instrumente muzicale tradiționale. Tot aici există și un fond documentar despre activitatea doctorului Minovici.

## Arhitectura Vilei Minovici

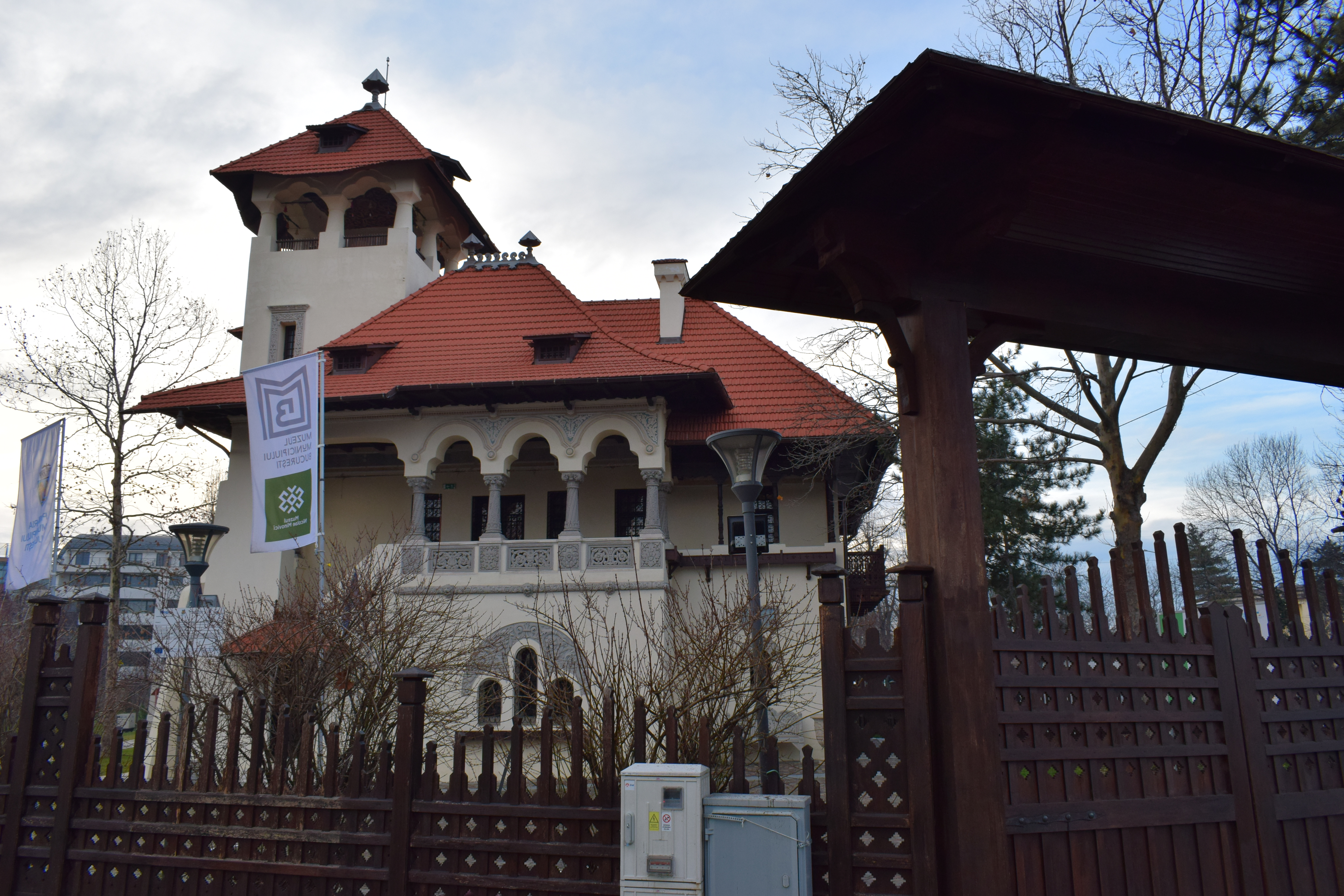
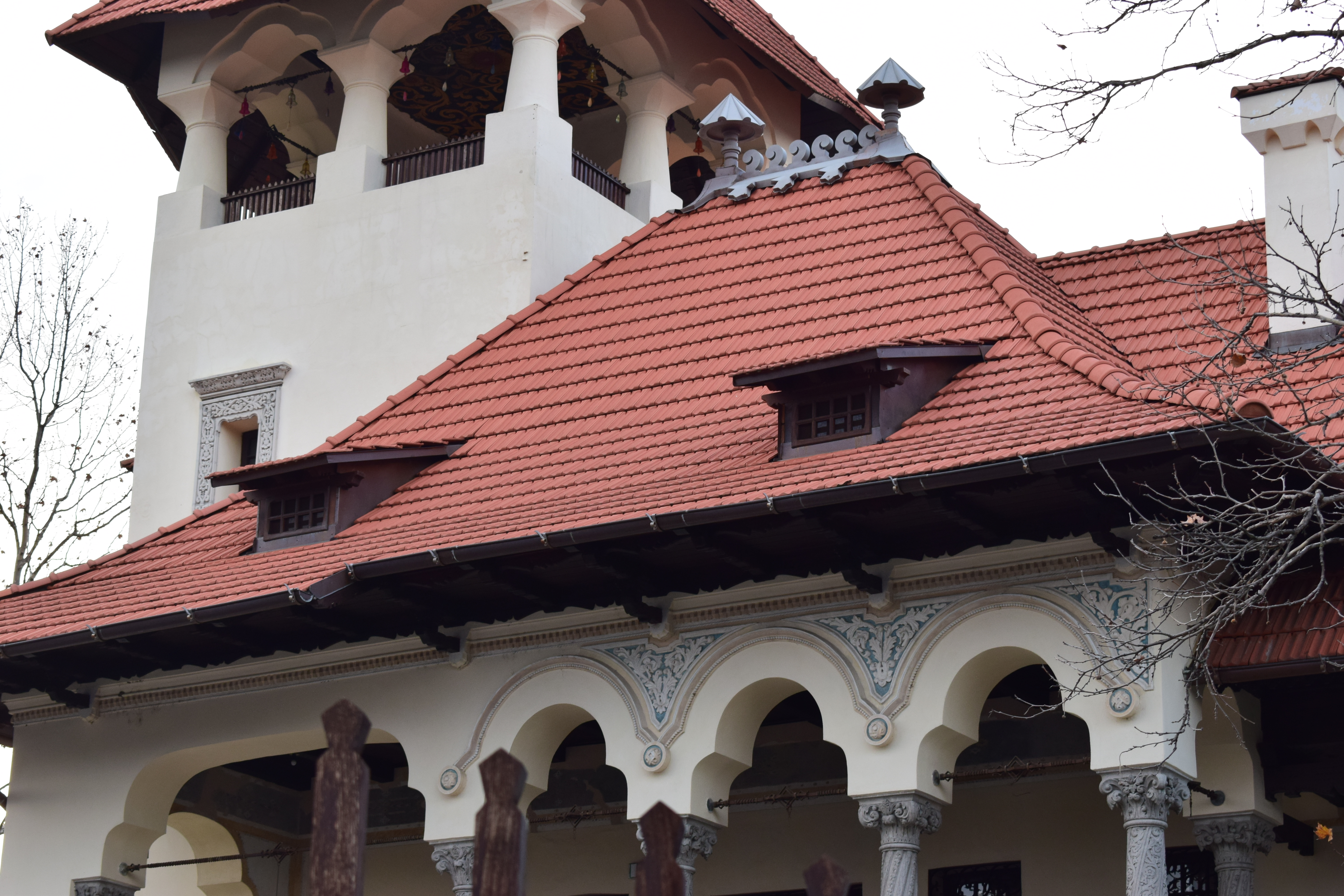
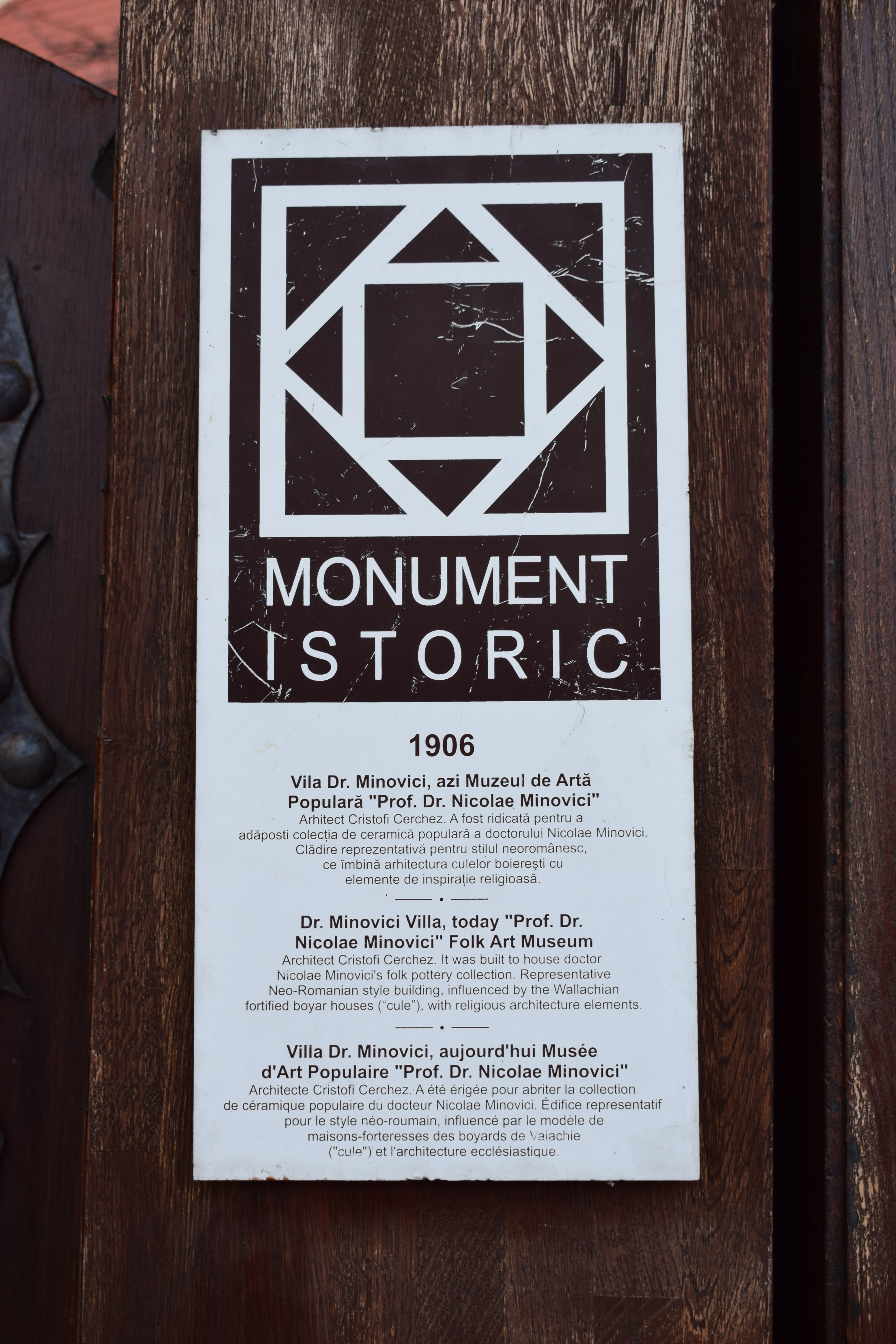

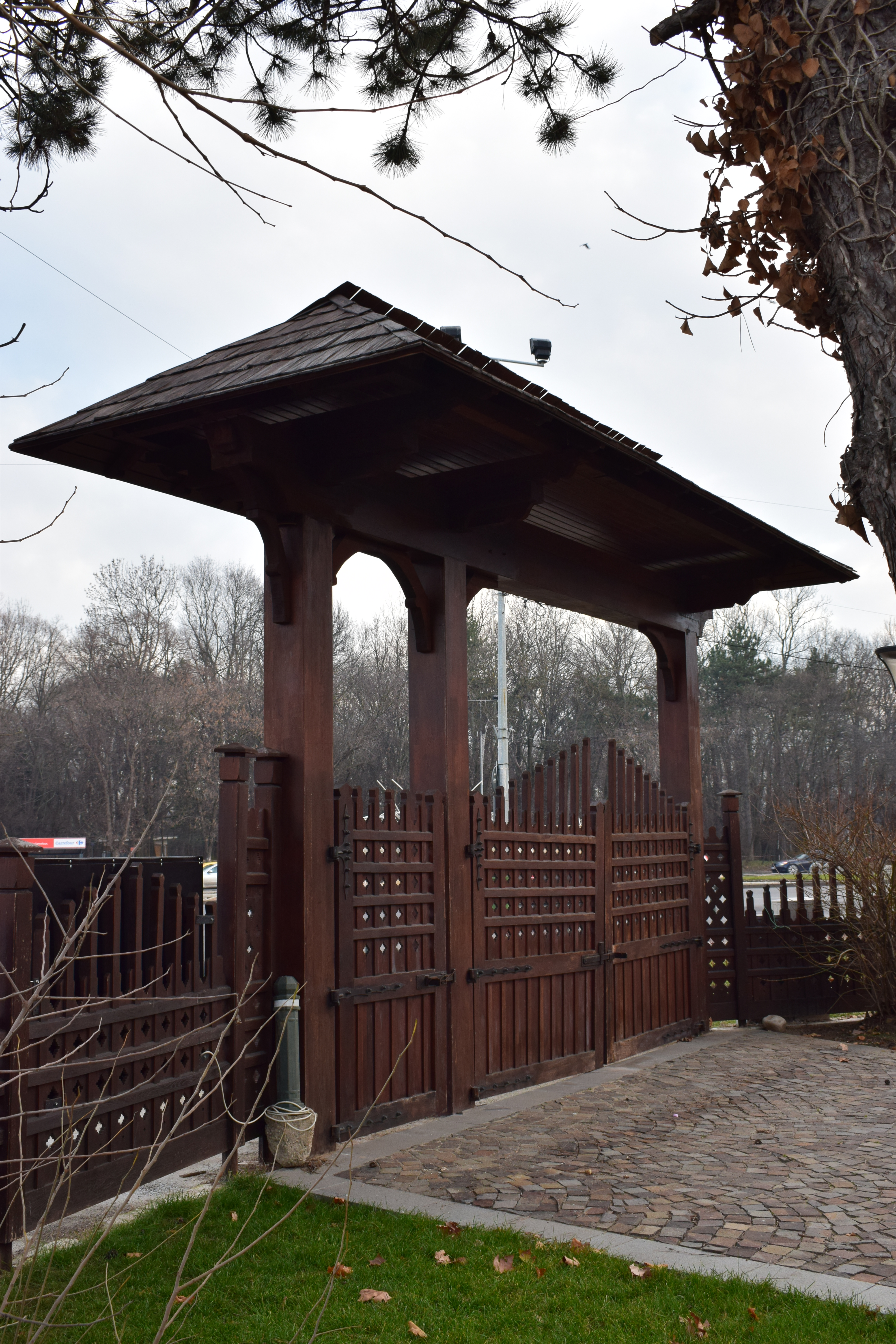
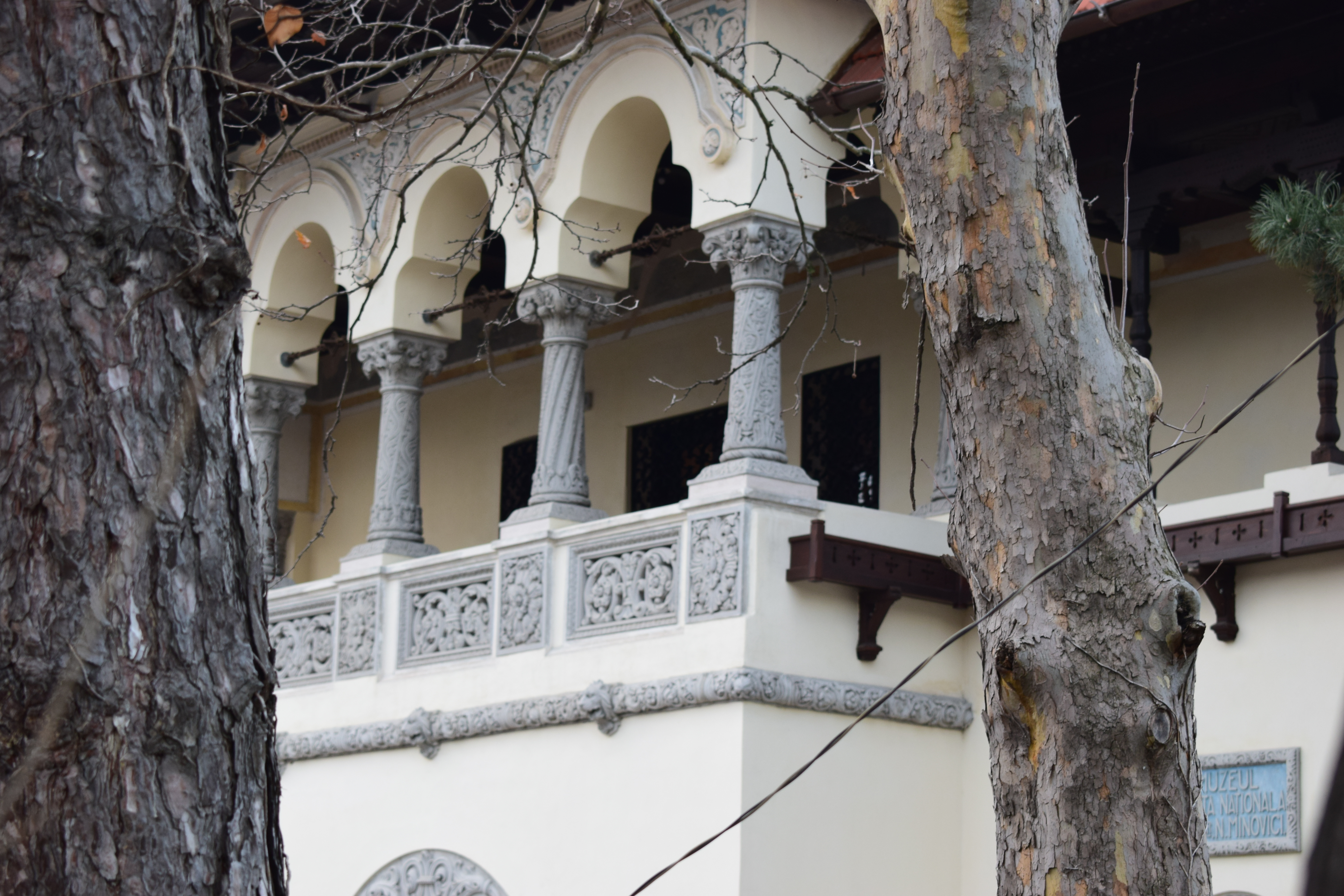
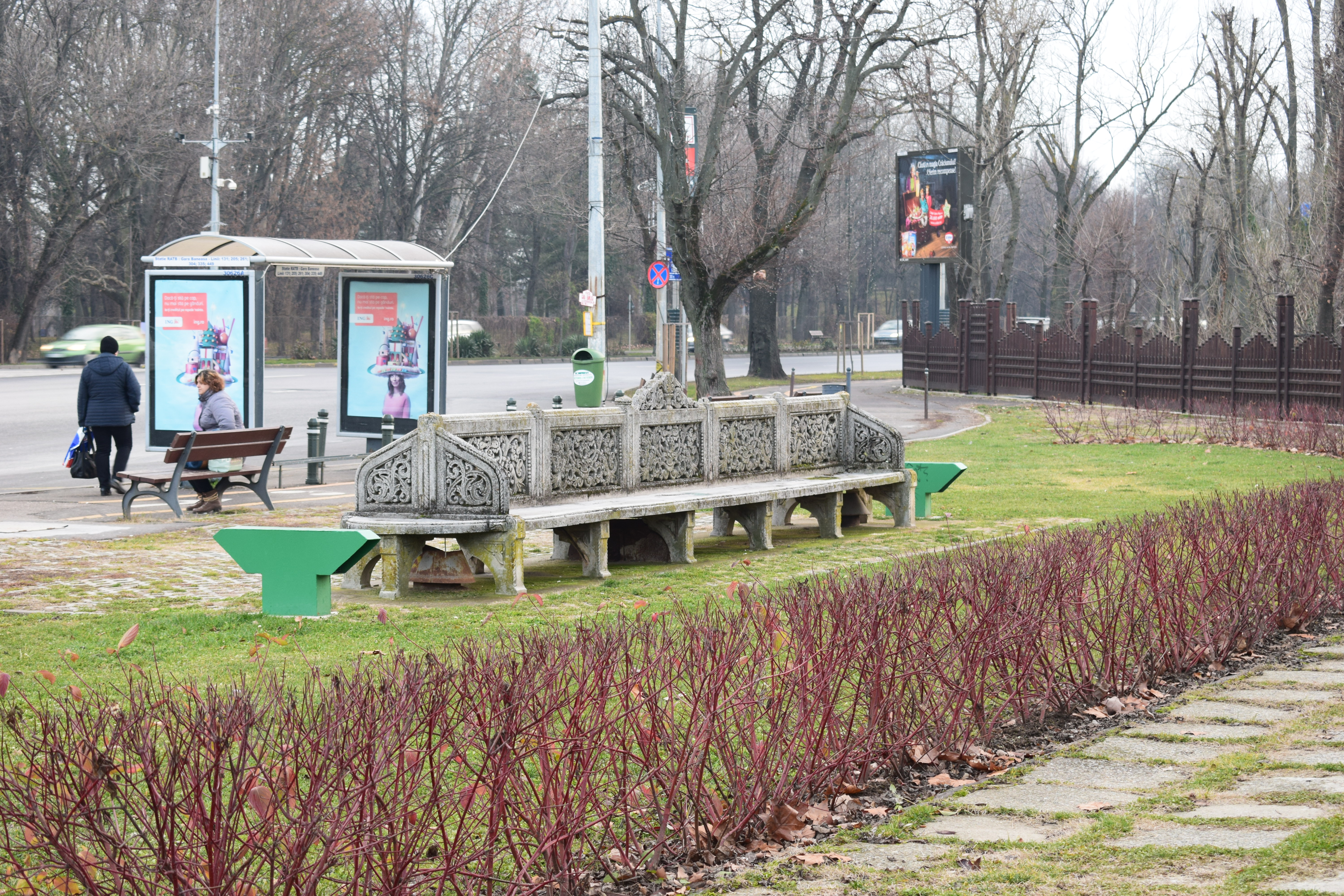
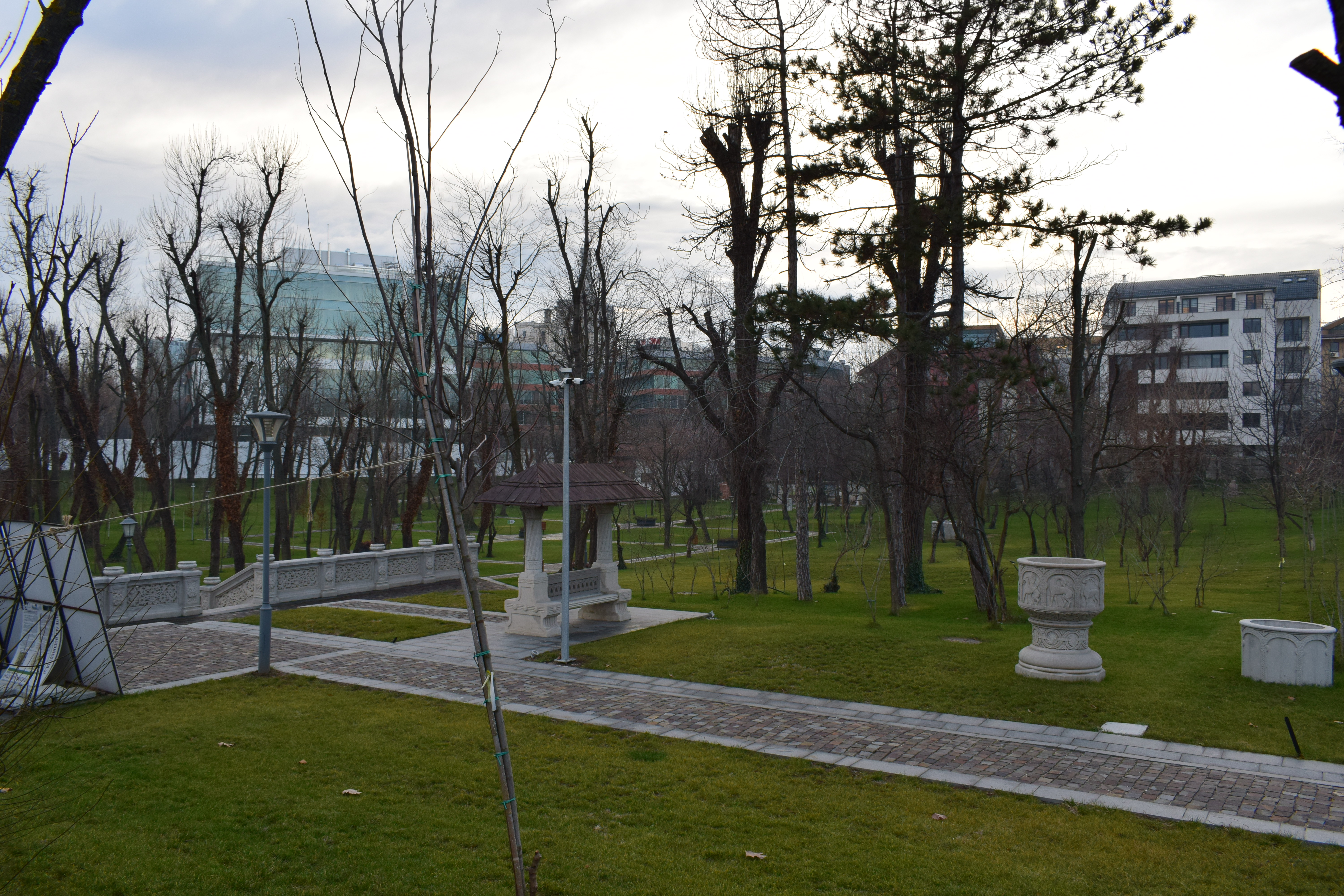
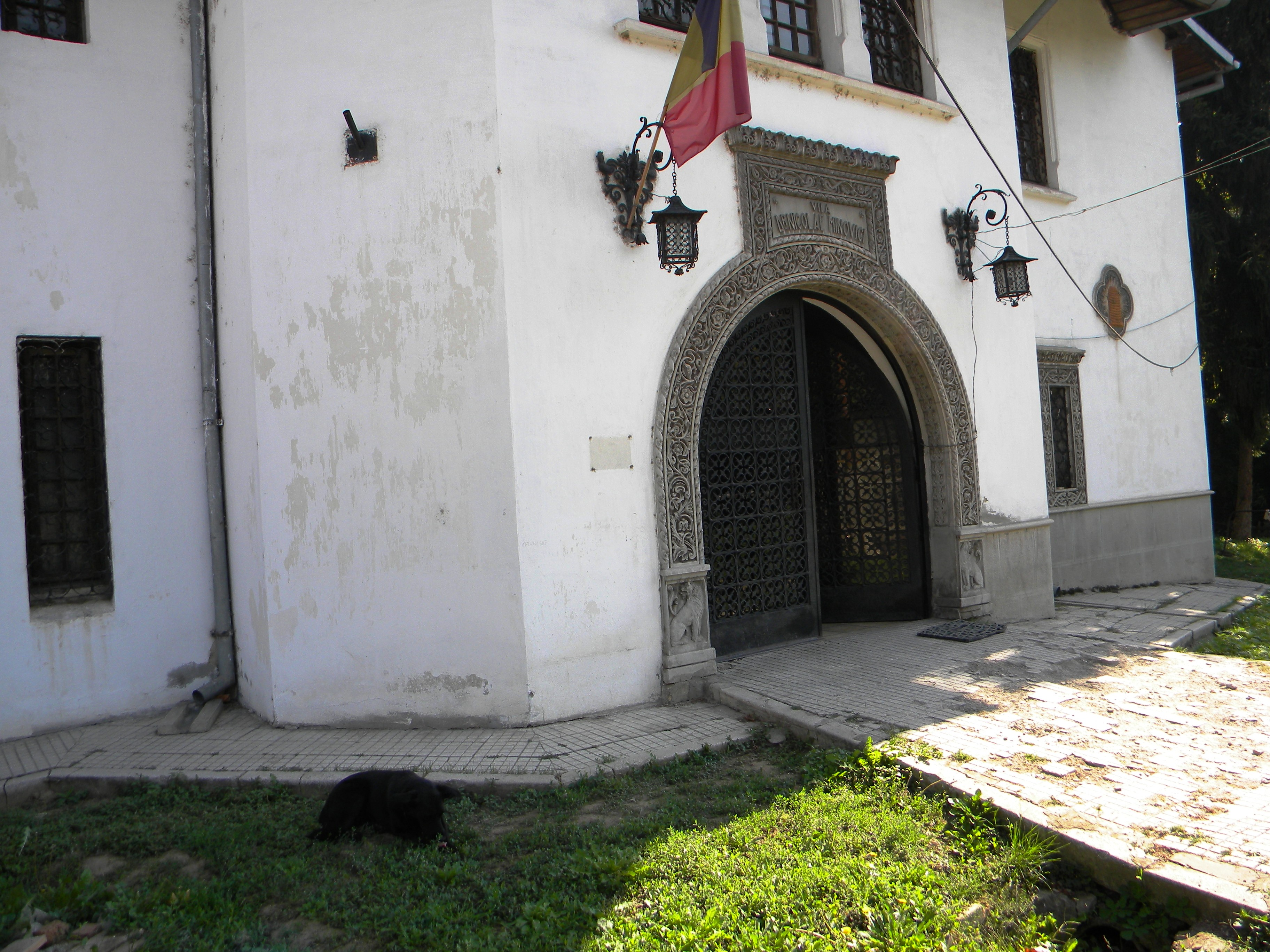

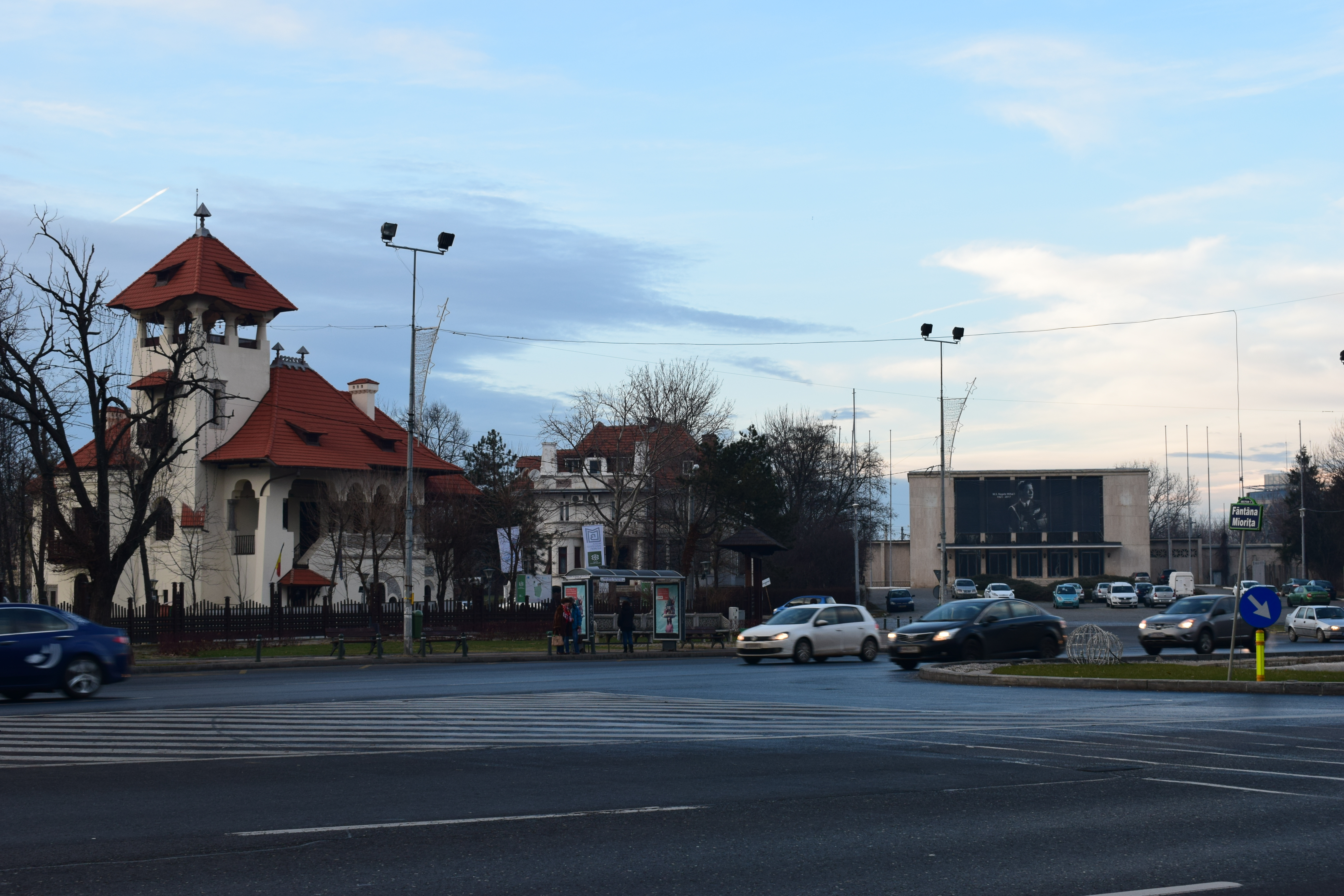
Vila Minovici (vedere generală) și Gara Băneasa
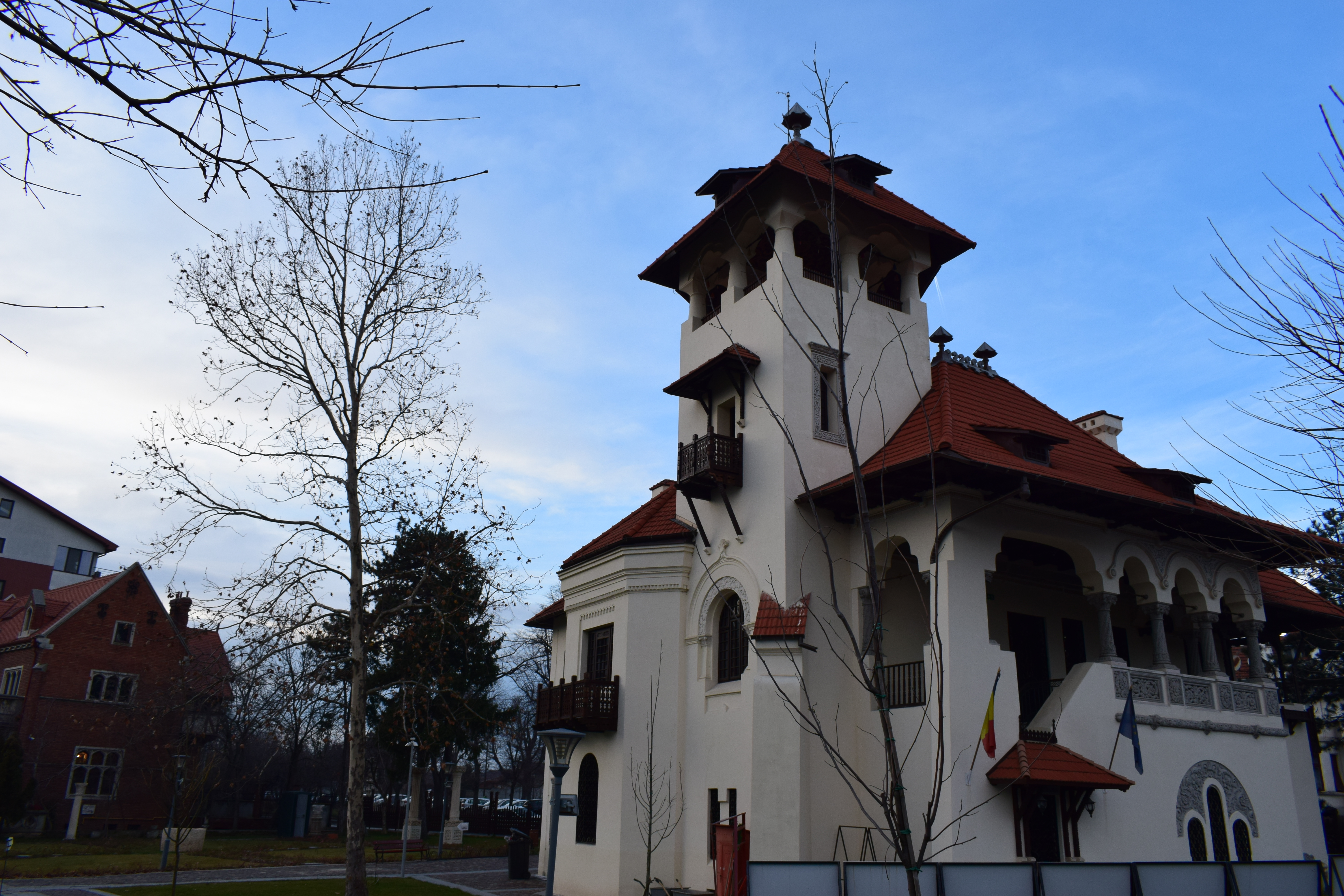
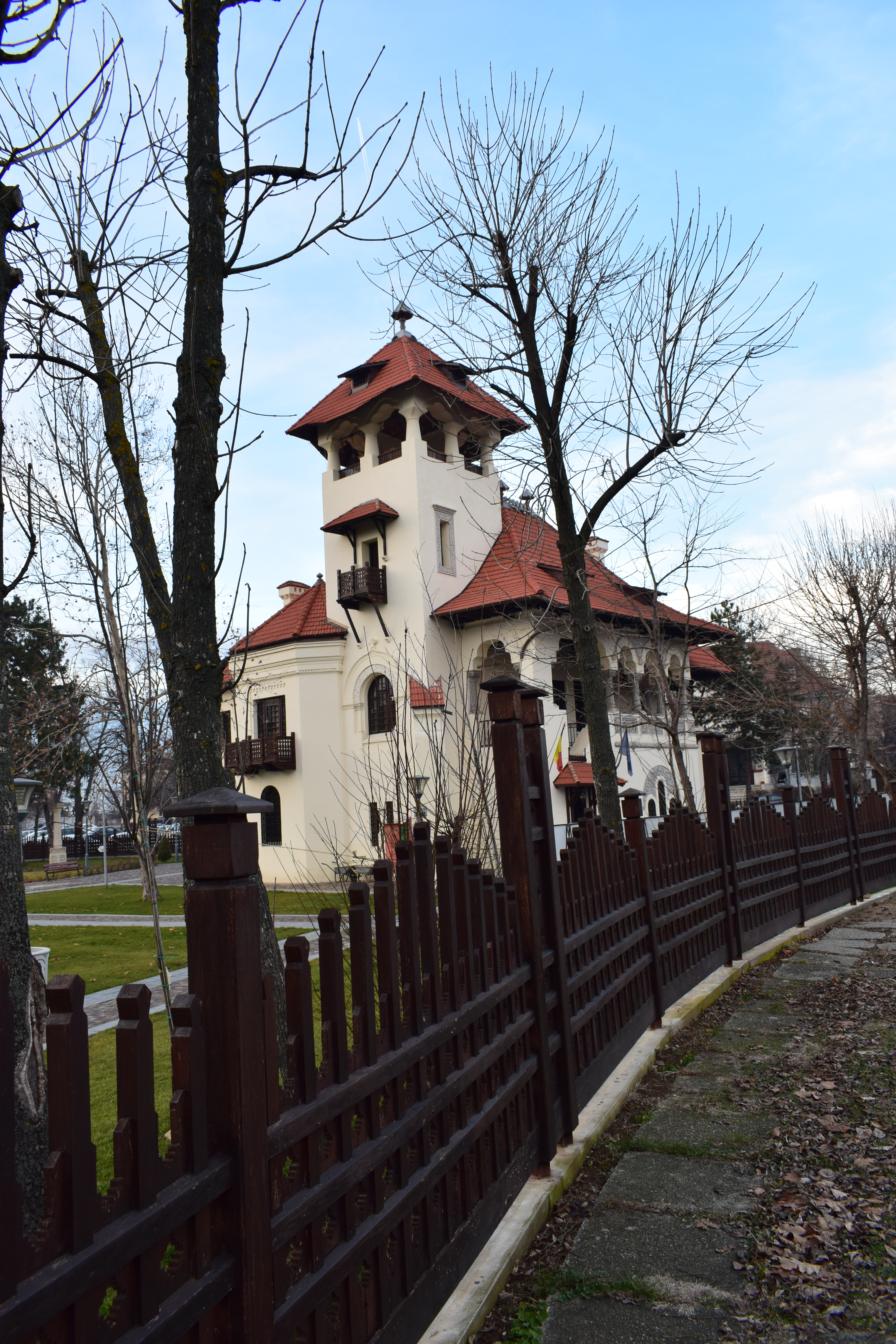

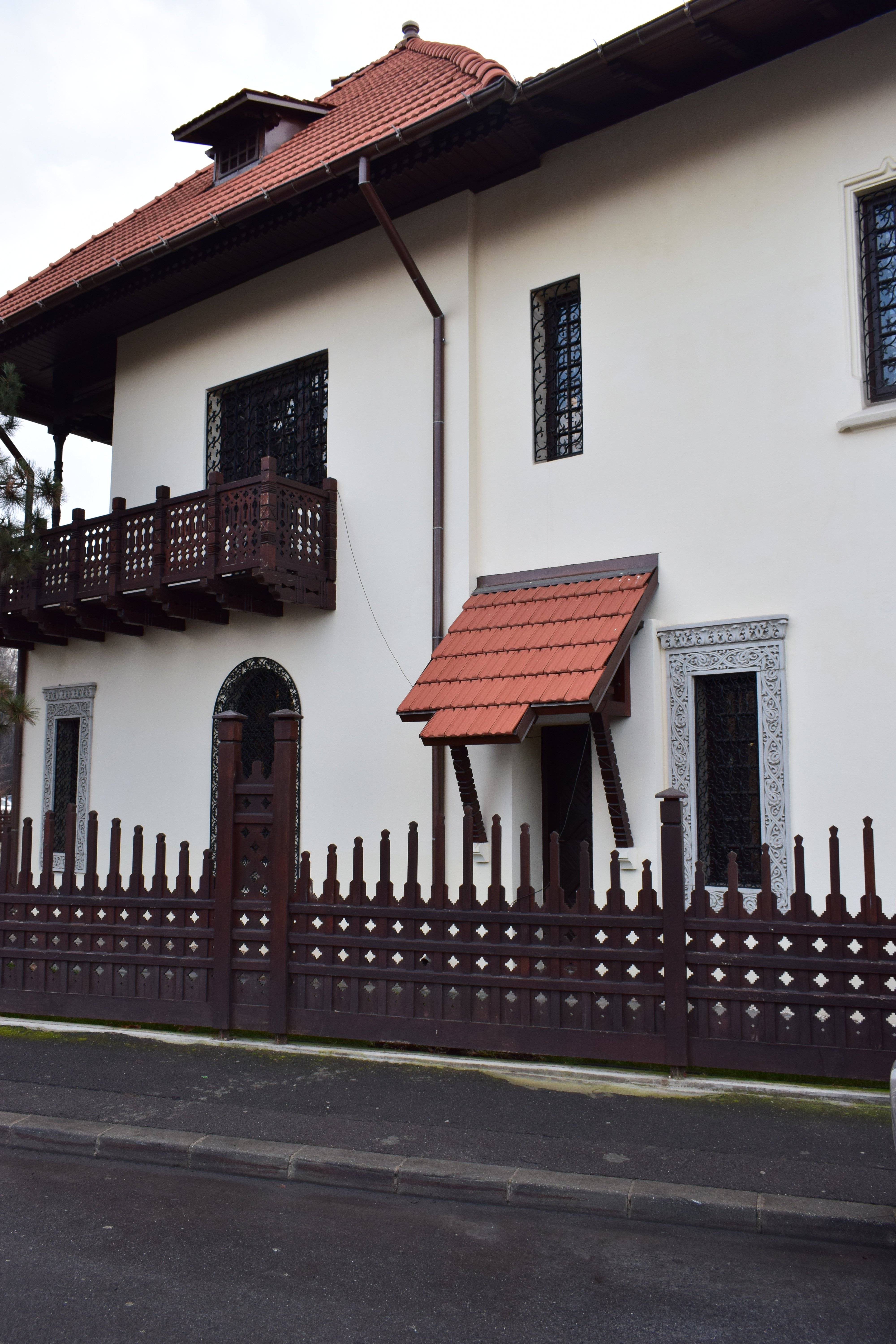
Vila Minovici (vedere laterală), cu detalii de arhitectură
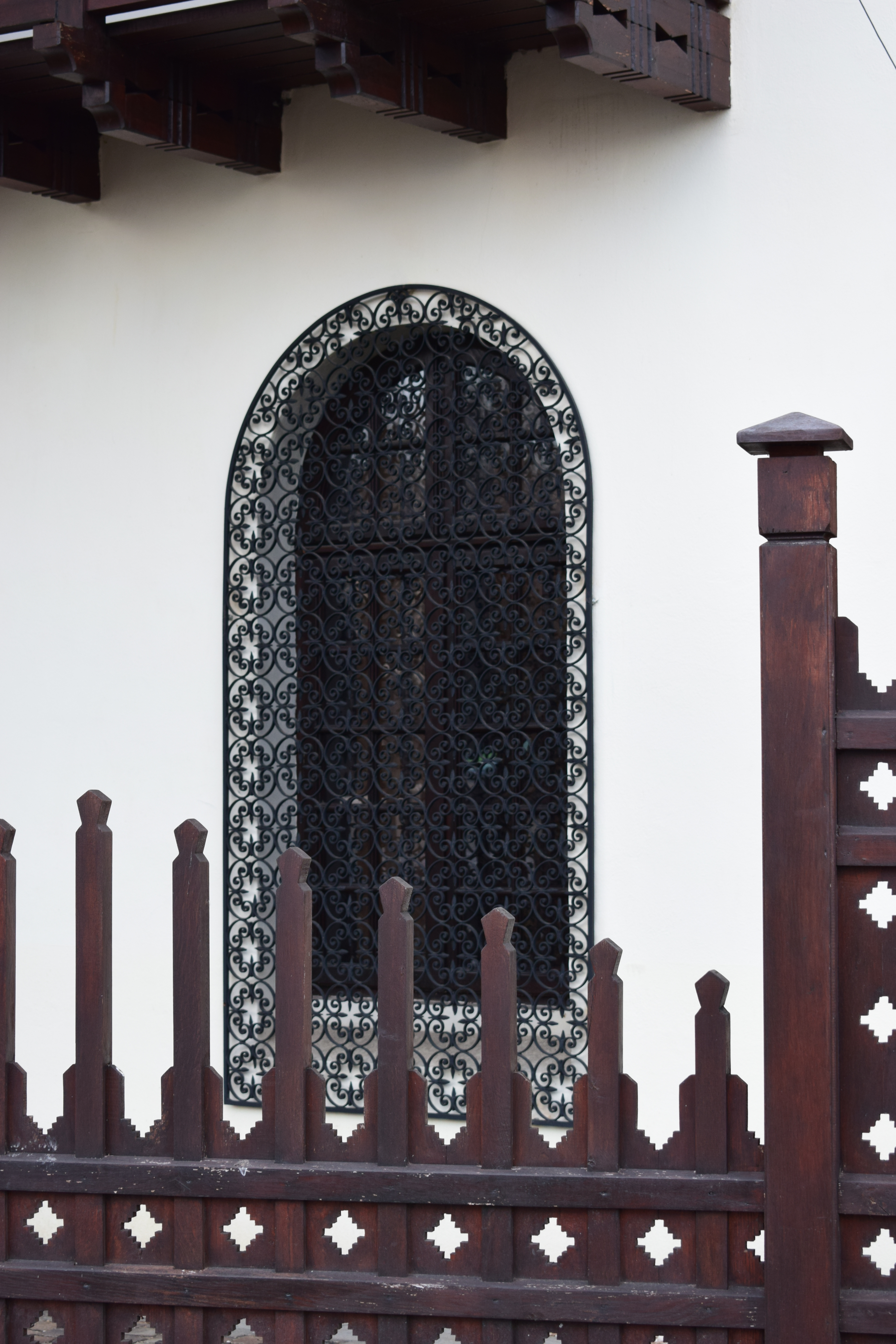
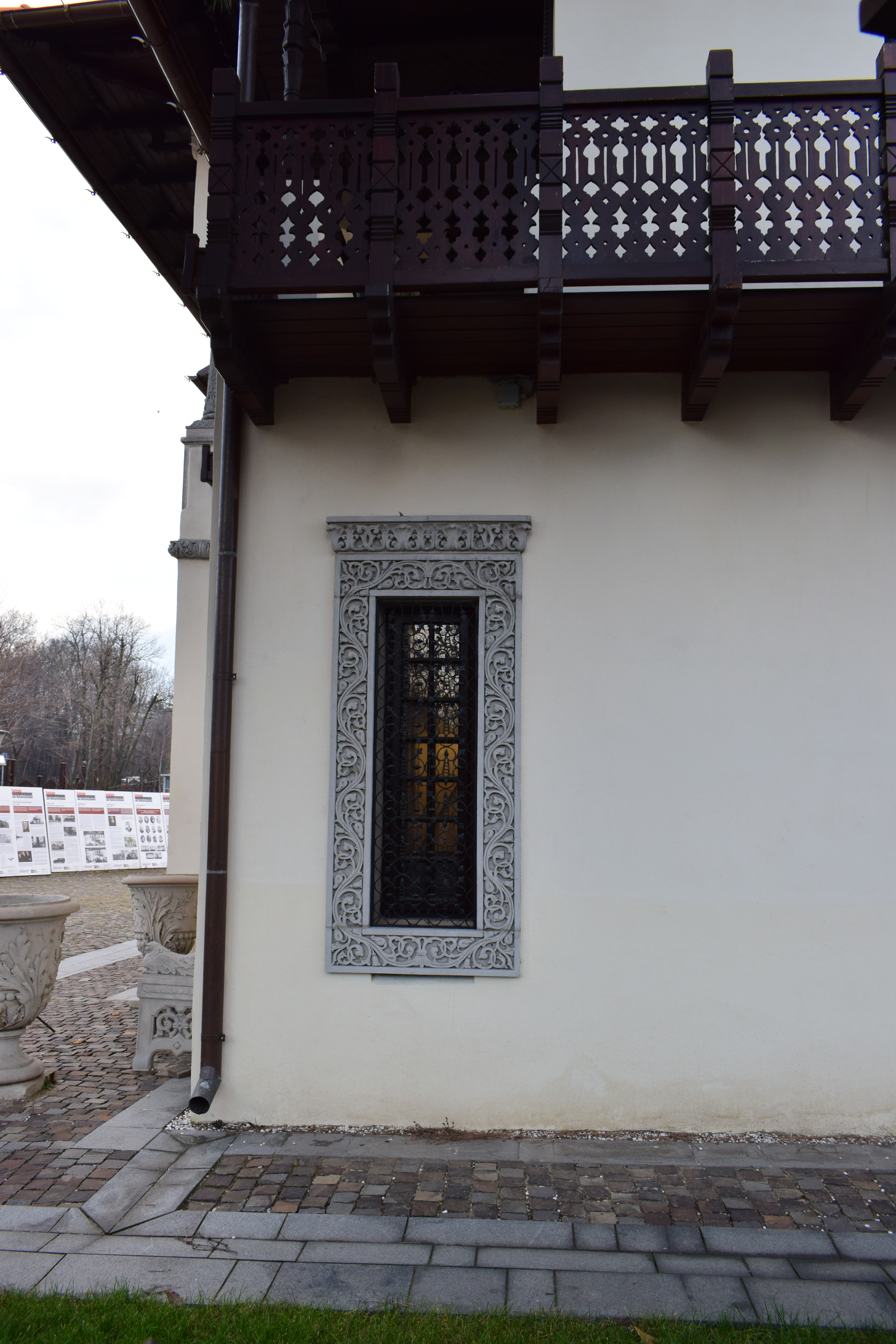
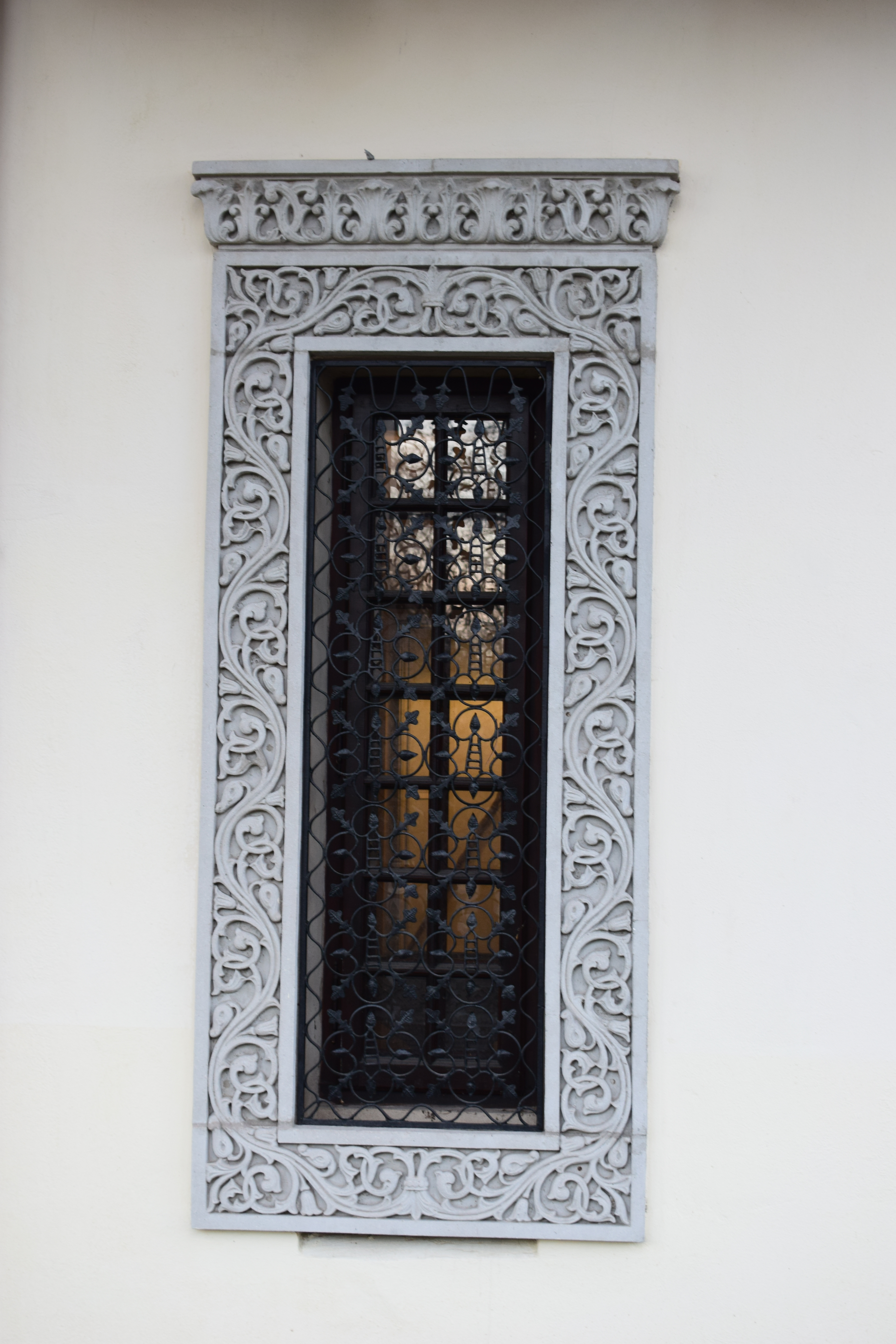
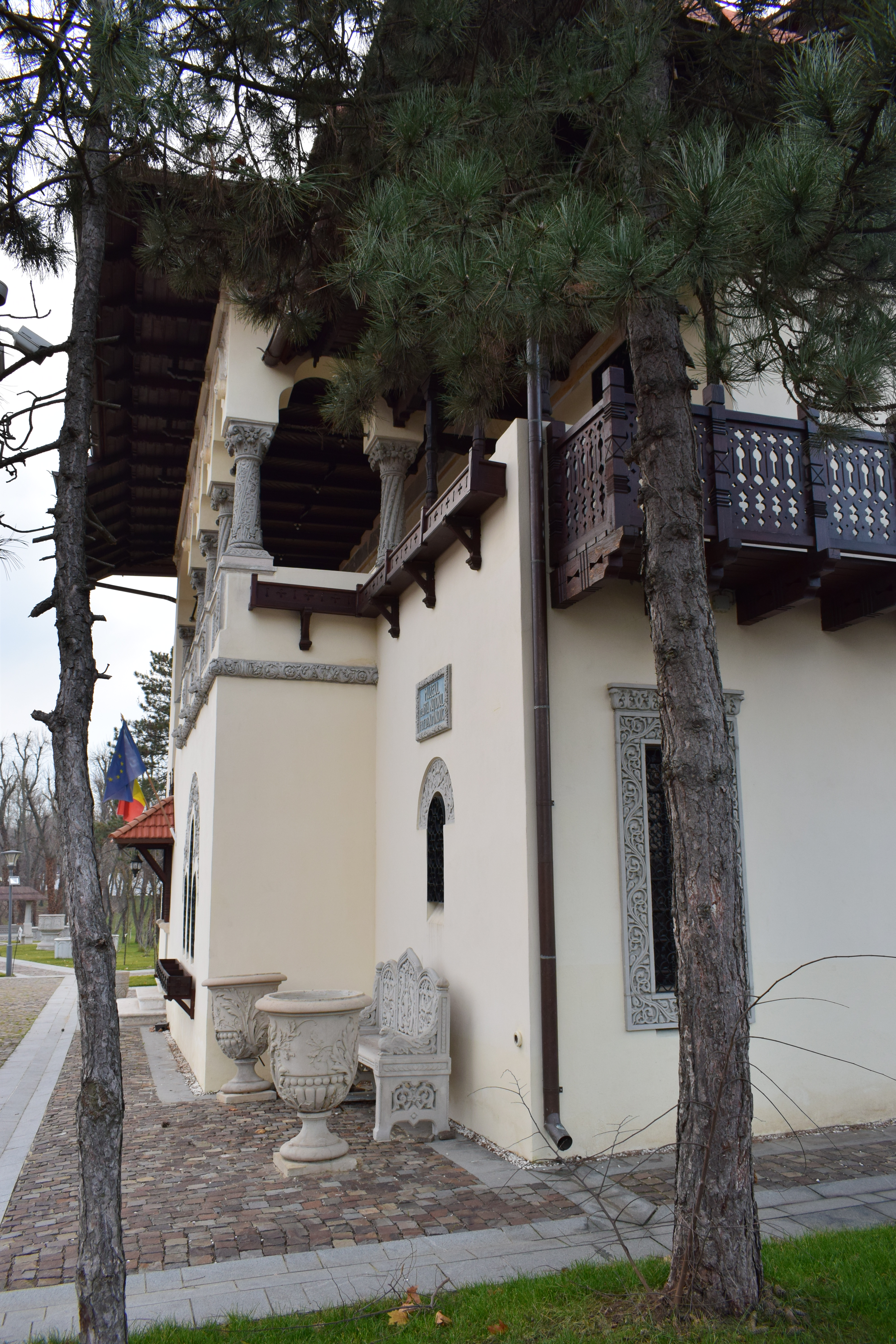